# Anacanthesancus
Anacanthesancus is een geslacht van wantsen uit de familie van de Reduviidae (Roofwantsen). Het geslacht werd voor het eerst wetenschappelijk beschreven door Miller in 1955.

## Soorten
Het genus bevat de volgende soorten:

- Anacanthesancus cheesmanae Miller, 1955
- Anacanthesancus leeuweni Miller, 1958